# Plataci
Plataci é uma comuna italiana da região da Calábria, província de Cosenza, com cerca de 920 habitantes. Estende-se por uma área de 52 km², tendo uma densidade populacional de 18 hab/km². Faz fronteira com Albidona, Alessandria del Carretto, Cerchiara di Calabria, Trebisacce, Villapiana.

## Demografia
| Variação demográfica do município entre 1861 e 2011                               |
|                                                                                   |
| Fonte: Istituto Nazionale di Statistica (ISTAT) - Elaboração gráfica da Wikipedia |